# Spotify Wrapped
Spotify Wrapped es una campaña de marketing viral hecha por Spotify anualmente a principios de diciembre desde 2016. La campaña permite a los usuarios ver una recopilación de datos sobre su actividad en la plataforma durante el último año y los invita a compartirla en las redes sociales.
Spotify Wrapped ha incluido históricamente a los cinco músicos que un usuario ha escuchado con más frecuencia, las canciones que más ha escuchado y sus géneros musicales favoritos. Los productores de contenido en la plataforma también tienen acceso a una versión de Spotify Wrapped, que incluye la cantidad de veces que se transmitió su contenido ese año. Además de los datos individualizados, Spotify Wrapped también incluye información sobre la actividad en la plataforma de Spotify en su conjunto. Si bien Spotify Wrapped se conoce comúnmente como una recopilación anual de datos, solo se cuenta la actividad del 1 de enero al 31 de octubre para un año determinado.
Spotify Wrapped se comparte ampliamente en las redes sociales cada año y ha llevado a millones de personas a promocionar Spotify en sus cuentas de redes sociales. Su lanzamiento a principios de diciembre de cada año, generalmente acompañado de vallas publicitarias y anuncios de televisión, se ha correlacionado históricamente con un impulso en el ranking de la tienda de aplicaciones de Spotify. La campaña de marketing ha sido elogiada y criticada por brindar efectivamente a Spotify publicidad gratuita y se ha discutido en relación con preguntas más amplias sobre los datos y el uso que Spotify hace de ellos. Los comentaristas también analizaron los efectos de Spotify Wrapped en la industria de la música y lo compararon con las ofertas de otros servicios de transmisión.

## Propósito
Spotify Wrapped es una campaña de marketing destinada a promocionar Spotify. Además de promocionar el servicio de transmisión de música animando a los usuarios a compartirlo en las redes sociales, la campaña se ha convertido en una característica única que es diferente de las ofertas de los rivales, incluido Apple Music. En 2019, el jefe de marketing de Spotify describió este fenómeno como un «efecto FOMO» que ha animado a las personas a usar Spotify.

## Estructura
Spotify Wrapped permite tanto a los usuarios de Spotify como a los productores de la plataforma ver una compilación de datos sobre las tendencias en la plataforma, así como su actividad en la plataforma durante el último año, luego los invita a compartir en las redes sociales, incluido Instagram. Estructuralmente, consta de una serie de pantallas secuenciales de información, con la última que contiene la invitación a compartir las páginas anteriores. Los usuarios pueden ver información sobre sus canciones y artistas más escuchados así como sus géneros musicales favoritos; Se invita a los productores a compartir el número y la ubicación de las transmisiones de su contenido.  Los datos están organizados de una manera visualmente atractiva, con la intención de impulsar el compromiso. y animar a los espectadores a compartir la campaña en las redes sociales, lo que beneficia a Spotify.
Si bien Spotify Wrapped se conoce comúnmente como una recopilación anual de datos, solo se incluye la actividad entre el 1 de enero y el 31 de octubre de un año determinado. actividad de escucha entre el 1 de noviembre y el 31 de diciembre no se registra a los efectos de Spotify Wrapped. En 2021, un funcionario de Spotify le dijo a Newsweek que las razones de esta omisión son logísticas , porque se necesita tiempo para el control de calidad y otra preparación. Según Katie Wedell de USA Today algunos han especulado que el corte del 31 de octubre pretende eliminar la música navideña de los datos.

## Historia
La campaña comenzó en diciembre de 2016 y ha sido promovida por Spotify en todos los diciembres desde ese año. Fue precedida en 2015 por una campaña similar pero menos desarrollada llamada «Year in Music». En 2017, se amplió para incluir artistas y anunciantes en Spotify además de consumidores; en 2018, se incorporó a la aplicación Spotify.
Lanzado en la primera semana de diciembre de cada año, Spotify Wrapped se ha vuelto popular y se comparte ampliamente en las redes sociales cada año, al igual que los memes relacionados . La campaña de marketing viral ha llevado a millones de personas a promocionar Spotify en sus cuentas de redes sociales sin que la empresa les pague. Los esfuerzos de marketing tradicionales, como vallas publicitarias y anuncios de televisión, también se han utilizado junto con la campaña digital.
Spotify Wrapped ha incluido históricamente a los cinco artistas que un usuario ha escuchado con mayor frecuencia y las canciones que ha escuchado con mayor frecuencia. En 2018, Spotify incluyó información sobre los signos astrológicos de los artistas que un usuario escuchó más y la canción más antigua que escuchó un usuario. En 2019, Spotify Wrapped comenzó a usar un nuevo formato inspirado en las historias de las redes sociales. En 2020, incluyó nuevas métricas relacionadas con los podcasts que un usuario había escuchado, así como cuestionarios y tres listas de reproducción personalizadas; los usuarios premium pueden ganar tres insignias digitales diferentes relacionados con su escucha durante el año anterior. También en 2020, Spotify creó funciones de redes sociales para acompañar la campaña, incluido un desafío de hashtag en TikTok y filtros personalizados en Snapchat e Instagram, y reclutó a celebridades de Internet para promocionar la campaña. En 2021, Spotify Wrapped incluyó varias frases de la jerga de Internet y temas de referencia de la cultura popular, incluidos tokens no fungibles y rutinas de cuidado de la piel, chistes y memes que se burlaban del lenguaje utilizado en la campaña de marketing.

### Formato de historia en redes sociales
En 2019 Spotify comenzó a modelar Spotify Wrapped a partir de las historias de las redes sociales, lo que permitió compartir fácilmente los datos en Instagram. En 2020, la artista Jewel Ham afirmó haber desarrollado el formato de la historia de Spotify Wrapped durante una pasantía de tres meses en Spotify y afirmó que no había recibido crédito por la idea; un portavoz de Spotify negó el reclamo y le dijo a Refinery29 que «si bien las ideas generadas durante el programa de pasantías de Spotify en ocasiones han informado campañas y productos, según nuestra revisión interna, ese no es el caso aquí con Spotify Wrapped».